# Anglars e Julhac
Anglars e Julhac (en francès Anglars-Juillac) és un municipi francès situat al departament de l'Òlt i a la regió d'Occitània.
El municipi té Anglars com a capital administrativa, i també compta amb els agregats de Julhac, Floràs, lo Cau del Lop, los Torondèus i la Teulissariá.

## Demografia
| 1962                                       | 1968 | 1975 | 1982 | 1990 | 1999 | 2007 |
| ------------------------------------------ | ---- | ---- | ---- | ---- | ---- | ---- |
| 377                                        | 392  | 340  | 369  | 329  | 331  | 339  |
| Des de 1962: població sense dobles comptes |      |      |      |      |      |      |

## Administració
| Període   | Identitat             | Partit |
| --------- | --------------------- | ------ |
| 1853-1864 | Joseph Bonafous Murat |        |
| 1864-1883 | Jean-Louis Salbant    |        |
| 1883-1921 | Frédéric Capt Aladel  |        |
| 1921-1925 | André Combarieu       |        |
| 1925-1931 | Henri Maurel          |        |
| 1931-1944 | Gaston Vinel          |        |
| 1944-1947 | Augustin Bouysset     |        |
| 1947-1977 | Raymond Philip        |        |
| 1977-2001 | Jean Laffargue        |        |
| 2001-     | Pierre Souques        |        |